# Август Фридрих Гольштейн-Готторпский
Август Фридрих Шлезвиг-Гольштейн-Готторпский (нем. August Friedrich von Schleswig-Holstein-Gottorf; 6 мая 1646, Шлезвиг — 2 октября 1705, Эйтин) — принц Гольштейн-Готторпский, князь-епископ Любекский.
Август Фридрих — седьмой сын герцога Фридриха III Гольштейн-Готторпского и Марии Елизаветы Саксонской. В 1656 году был назначен коадъютором брата Кристиана Альбрехта с правом наследования. В 1662—1664 годах путешествовал по Европе и побывал в Англии, Франции, Швейцарии и Нидерландах. С 1666 года и до своей смерти в 1705 году являлся князем-епископом Любека. Перенёс свою резиденцию в Эйтинский замок. Член Плодоносного общества. В 1676 году Август Фридрих женился в Галле на Кристине, дочери герцога Августа Саксен-Вейсенфельского. Похоронен вместе с супругой в Любекском соборе.